# Aigne
Aigne település Franciaországban, Hérault megyében. Lakosainak száma 294 fő (2022. január 1.). Aigne Mailhac, Aigues-Vives, Azillanet, Beaufort, La Caunette, Minerve és Oupia községekkel határos.

## Népesség
A település népességének változása:
| Lakosok száma | 321  | 237  | 209  | 255  | 269  | 270  | 269  | 271  | 272  | 294  |
|               | 1968 | 1982 | 1990 | 2006 | 2013 | 2015 | 2017 | 2019 | 2020 | 2022 |